# Theretra comminuens
Theretra comminuens är en fjärilsart som beskrevs av Walker 1864. Theretra comminuens ingår i släktet Theretra och familjen svärmare. Inga underarter finns listade i Catalogue of Life.